# Milorad Ekmečić
Milorad Ekmečić (en serbe cyrillique : Милорад Екмечић ; né le 17 octobre 1930 à Prebilovci et mort le 29 août 2015 à Belgrade) est un historien yougoslave puis serbe. Il a été membre de l'Académie des sciences et des arts de la République serbe et membre de l'Académie serbe des sciences et des arts.

## Biographie
Milorad Ekmečić est né le 4 octobre 1928 à Prebilovci, près de Čapljina, dans ce qui était alors le Royaume des Serbes, Croates et Slovènes,. Il a terminé ses études élémentaires à Čapljina et a effectué ses études secondaires au lycée de Mostar. Il a terminé des études d'histoire générale et nationale à l'université de Zagreb en 1952 puis a été élu assistant à la Faculté de philosophie de l'université de Sarajevo. Il a passé un an faire des recherches dans les archives de Zagreb, Belgrade, Zadar et Vienne puis, en 1958, il a soutenu sa thèse de doctorat sur Le Soulèvement en Bosnie (1875–1878) à la Faculté de philosophie de l'université de Zagreb et, la même année, il a été élu professeur assistant à l'université de Sarajevo. En 1960-1961, il a suivi une spécialisation d'un an à Princeton aux États-Unis et, à son retour, il a été élu professeur associé (1963) puis professeur titulaire (1968) à Sarajevo, enseignant l'histoire générale de l'époque contemporaine et l'introduction aux sciences historiques. À deux reprises, Ekmečić a été professeur invité dans des universités américaines ; en 1971-1972, il a donné des cours sur l'histoire de la Yougoslavie et l'histoire des Balkans à l'université d'Ann Arbor (Michigan) et, en 1982-1983. à l'université de Lawrence (Kansas).
En 1992, au début de la guerre de Bosnie-Herzégovine, Milorad Ekmečić a quitté Sarajevo. De septembre 1992 jusqu'à sa retraite le 1er octobre 1994, il a été professeur titulaire à la Faculté de philosophie de l'université de Belgrade et collaborateur de l'Institut historique de l'Académie serbe des sciences et des arts (SANU).
Il a été élu membre correspondant de l'Académie des sciences et des arts de Bosnie-Herzégovine en 1973 et membre à part entière en 1981 ; il a été élu membre de l'Académie serbe des sciences et des arts à titre étranger le 16 novembre 1978 et a été intégré en tant que membre titulaire le 1er juillet 1992, ; il a été élu membre de l'Académie slave de Moscou en 1992 et membre correspondant de l'Académie monténégrine des sciences et des arts en 1993. Il a été l'un des fondateurs de l'Académie des sciences et des arts de la République serbe et en a été membre à partir de 1996 ; à partir de 2009, il a été membre du Sénat de la république serbe de Bosnie.
Il a été président de la Société des historiens de Bosnie-Herzégovine, l'un des initiateurs de la Zimska škola (l'« École d'hiver ») des historiens de Bosnie-Herzégovine, membre de la Commission des mouvements sociaux du Congrès international des sciences historiques et membre du Conseil principal de la Matica srpska. Il a également travaillé au Comité pour la collecte de documents sur le génocide contre le peuple serbe et les autres peuples de Yougoslavie au XXe siècle.
Milorad Ekmečić est mort à Belgrade le 29 août 2015,,.

## Ouvrages et contributions
- (sr) Milorad Ekmečić, Ustanak u Bosni: 1875–1878 [« Le Soulèvement en Bosnie : 1875-1878 »], Sarajevo, Veselin Masleša, 1960, 391 p. (lire en ligne) (réédité à Sarajevo en 1973 et à Belgrade en 1996)
- (sr) Milorad Ekmečić, Ratni ciljevi Srbije 1914 [« Les Buts de guerre de la Serbie en 1914 »], Belgrade, Srpska književna zadruga, 1973, 550 p. (lire en ligne) (réédité en 1990)
- (sr) Milorad Ekmečić, Ivan Božić, Sima Ćirković et Vladimir Dedijer, Istorija Jugoslavije [« Histoire de la Yougoslavie »], Prosveta, 1972, 606 p. (lire en ligne)
  - (sr) Milorad Ekmečić, Ivan Božić, Sima Ćirković et Vladimir Dedijer (trad. Kordÿa Kveder), History of Yugoslavia, New-Yourk, McGraw-Hill Book Company, 1974, 752 p. (ISBN 9780070162358, lire en ligne)
  - Ouvrage traduit en chinois, Pékin, 1984
- (sr) Milorad Ekmečić, Istorija srpskog naroda : Istorija srpskog naroda: Od Prvog ustanka do Berlinskog kongresa, 1804-1878 [« Histoire du peuple serbe : Du Premier soulèvement au Congrès de Berlin, 1804-1878 »], vol. V, t. 1, Srpska književna zadruga, 1981 (lire en ligne), « Srpski narod u Turskoj od sredine XIX veka do 1878 (Le peuple serbe en Turquie du milieu du XIXe siècle jusqu'en 1878) », p. 447-526
- (sr) Milorad Ekmečić, Istorija srpskog naroda : Od Berlinskog kongresa do ujedinjenja, 1878-1918 [« Histoire du peuple serbe : Du congrès de Berlin à l'unification, 1878-1918 »], vol. VI, t. 1, Srpska književna zadruga, 1983 (lire en ligne), « Društvo, privreda i socijalni nemiri u Bosni i Hercegovini (La société, l'économie et les troubles sociaux en Bosnie-Herzégovine) », p. 555-603
- (sr) Milorad Ekmečić, Istorija srpskog naroda : Od Berlinskog kongresa do ujedinjenja, 1878-1918 [« Histoire du peuple serbe : Du congrès de Berlin à l'unification, 1878-1918 »], vol. VI, t. 1, Srpska književna zadruga, 1983 (lire en ligne), « Nacionalni pokret u Bosni i Hercegovini (Le mouvement national en Bosnie-Herzégovine) », p. 604-648
- (sr) Milorad Ekmečić, Stvaranje Jugoslavije: 1790–1918 [« La Création de la Yougoslavie : 1790-1918 »], vol. 1 et 2, Belgrade, Prosveta, 1989, 662 et 842 p. (lire en ligne) et
- (sr) Milorad Ekmečić, Radovi iz istorije Bosne i Hercegovine XIX veka [« Travaux sur l'histoire de la Bosnie-Herzégovine au XIXe siècle »], Belgrade, Beogradski izdavačko-grafički zavod, 1997 (lire en ligne)
- (sr) Milorad Ekmečić, Ogledi iz istorije [« Essais sur l'histoire »], Belgrade, Službeni list SRJ, 1999, 498 p. (lire en ligne)
- (sr) Milorad Ekmečić, Srbi na istorijskom raskršću [« Les Serbes à un carrefour de l'histoire »], Belgrade, Srpska književna zadruga, 1999, 482 p. (ISBN 86-379-0698-2)
- (sr) Milorad Ekmečić, Revolucija 1848. i Balkan [« La Révolution de 1848 et les Balkans »], Novi Sad, Matica srpska, 2000, 311 p. (lire en ligne)
- (sr) Milorad Ekmečić, Dijalog prošlosti i sadašnjosti [« Dialogue du passé et du présent »], Belgrade, Službeni list Srbije, 2002, 509 p. (ISBN 86-355-0566-2)
- (sr) Milorad Ekmečić, Dugo kretanje između klanja i oranja: istorija Srba u Novom veku: 1492–1992 [« Le long Mouvement entre élevage et labourage : l'histoire de la Serbie à l'époque moderne (1492-1992) »], Belgrade, 2007 (réédité en 2008, 2010 et 2011)